# مديونية سلبية
المديونية السلبية هو شكل من أشكال المضاربة الاستدانة التي تقترض المال المضارب لشراء الأصول، ولكن الدخل الناتج عن ذلك الأصل لا يغطي الفائدة على القرض (الفائدة أكبر من الدخل). في عدد قليل من البلدان والدافع وراء هذه الإستراتيجية من قبل النظم الضريبية التي تسمح خصم الخسائر المستمرة ضد المضاربة الدخل للضريبة للغاية، ولكن ضريبة أرباح رأس المال بمعدل أقل بكثير. عندما الدخل الناتج لا تغطي الفائدة ويهدف ببساطة الاستثمار مما يخلق مصدرا للدخل المبني للمجهول.
ويمكن لإستراتيجية سلبية المديونية يقدم الربح فقط إذا كان الأصل يرتفع كثيرا في السعر الذي في مكاسب رأس المال هو أكثر من مجموع الخسائر المستمرة على مدى الحياة من المضاربة. يجب على المضارب أن يكون أيضا قادرة على تمويل العجز المخطط حتى يتم بيع الأصول. معاملة ضريبية مختلفة من الخسائر المستمرة والمخططة ممكن يؤثر على أرباح رأس المال في المستقبل عودة المستثمر النهائي. هذا يؤدي إلى حالة في البلدان التي ضريبة الأرباح الرأسمالية بسعر أقل من الدخل. في تلك البلدان أنه من الممكن جعل المضارب خسارة قبل الضريبة العامة، ولكن مكاسب صغيرة بعد الدعم دافعي الضرائب.
خصم الخسائر السلبية على الممتلكات ضد المديونية الدخل من مصادر أخرى لغرض الحد من ضريبة الدخل غير قانوني في الغالبية العظمى من البلدان، يستثنى من ذلك كندا، أستراليا، ونيوزيلندا.